# Новий Наквасін
Новий Наквасін (пол. Nowy Nakwasin) — село в Польщі, у гміні Козьмінек Каліського повіту Великопольського воєводства.
Населення — 454 особи (2011).
У 1975-1998 роках село належало до Каліського воєводства.

## Демографія
Демографічна структура станом на 31 березня 2011 року:
|          | Загалом | Допрацездатний вік | Працездатний вік | Постпрацездатний вік |
| -------- | ------- | ------------------ | ---------------- | -------------------- |
| Чоловіки | 218     | 42                 | 154              | 22                   |
| Жінки    | 236     | 46                 | 133              | 57                   |
| Разом    | 454     | 88                 | 287              | 79                   |